# زمین‌لرزه ۴:۱۰ روز ۶ مارس ۱۹۸۷ اکوادور
زمین‌لرزه اکوادور  در تاریخ ۶ مارس ۱۹۸۷ میلادی، برابر با ‎۱۵ اسفند ۱۳۶۵، ساعت ۴:۱۰:۴۱ به زمان یوتی‌سی در اکوادور رخ داد. ژرفای این زلزله ۱۸٫۳ کیلومتر بود، و بزرگی آن ۷٫۱ در مقیاس Mw اعلام شده‌است. زمین‌لرزه به وقت محلی در روز پنج‌شنبه، ساعت ۲۳ روی داده و منطقه زمانی آن یوتی‌سی -۵ بوده‌است .
سازمان زمین‌شناسی آمریکا نیز رومرکز این زمین‌لرزه را در مختصات ۰°۰۹′۰۴″شمالی ۷۷°۴۹′۱۶″غربی / ۰٫۱۵۱°شمالی ۷۷٫۸۲۱°غربی و ژرفای آن را در ۱۰ کیلومتر گزارش کرده‌است. بزرگی برگزیدهٔ این سازمان از میان بزرگی‌های محاسبه‌شدهٔ مختلف ۷ در مقیاس MS بوده و از دید اثر، در میان چهار دسته‌بندی «نامحسوس»، «محسوس»، «زیان‌آور» یا «با تلفات»، زلزله را «با تلفات» اعلام کرده‌است.رانش زمین در آن به وجود آمده‌است.
پروژهٔ «تنسور گشتاور مرکزوار» زاویه‌های (راستا، شیب، ریک) گسل سازندهٔ زمین‌لرزه و صفحه عمود بر آن را (°۱۹۵، °۲۷، °۹۸) یا (°۷، °۶۴، °۸۶) و نوع گسل را «معکوس» فرارسانده‌است.
شمار کشتگان زلزله حدود ۱۰۰۰ نفر بوده‌است.بی‌خانمان شدگان نیز ۲۰۰۰۰ نفر اعلام شده‌است.